# Don Giovanni (Byron)
Don Giovanni (Don Juan) è un poema epico-satirico in sedici canti di George Gordon Byron, iniziato nel 1818 e lasciato incompiuto dalla morte dell'autore nel 1824. Nel poema, Lord Byron adotta una prospettiva originale sul leggendario donnaiolo spagnolo, rappresentandolo non tanto come un accanito seduttore, ma come un giovane ingenuo che si lascia sedurre facilmente da tutte le donne che incontra nel corso delle sue avventure. I primi due canti furono pubblicati in forma anonima nel 1819 e, pur venendo tacciati di immoralità dalla critica inglese, ottennero un'immediata popolarità presso il pubblico.

## Composizione e stampa
Nonostante Byron fosse un autore particolarmente prolifico, la stesura di Don Giovanni fu lunga, travagliata, spesso abbandonata e alla fine interrotta definitivamente dalla morte dell'autore. Il poema fu pubblicato a puntate, di cui l'ultima postuma, ma esse furono date alle stampe ad intervalli di tempo irregolari. Questi ritardi furono causati da diverse vicissitudini, non ultime la fredda accoglienza non solo della critica, ma anche di amici intimi dell'autore, nonché le continue esitazioni dell'editore. Byron compose il primo canto nel settembre 1818, mentre il secondo tra il dicembre dello stesso anno e il gennaio successivo; i primi due canti furono pubblicati insieme il 15 luglio 1819. Nell'inverno successivo Byron scrisse i canti III e IV, mentre il canto V fu composto dopo un'interruzione di nove mesi, tra l'ottobre e il novembre 1820. Questi tre canti furono pubblicati insieme l'8 agosto 1821. La stesura del resto dell'opera fu invece più rapida: tra il giugno 1822 e il marzo 1823, Byron compose undici canti, arrivando così a concludere il sedicesimo, ossia l'ultimo canto intero. John Murray, lo storico editore dell'opera di Byron, rifiutò di pubblicare questi ultimi canti, che furono dati alle stampe da John Hunt soltanto tra il 15 luglio 1823 e il 26 marzo 1824.

## Trama

### Argomento del poema
Il poema comincia con la nascita di Don Giovanni, che già nella prima adolescenza manifesta una sessualità tanto prorompente quanto precoce. Il giovanissimo Don intraprende una relazione clandestina con un'amica della madre, ma la donna è sposata e quando il marito lo scopre i genitori del ragazzo lo mandano al sicuro a Cadice. Lungo il tragitto però la nave naufraga e Don Giovanni riesce a salvarsi a stento. Il giovane conosce la figlia di un pirata, i cui uomini lo riducono in schiavitù e lo vendono. Don Giovanni viene notato da una giovane dell'harem del sultano, che lo fa travestire da donna per farlo entrare di nascosto nelle sue stanza. Don Giovanni riesce a fuggire e si arruola nell'esercito russo, dove salva una ragazza musulmana di nome Leila. In Russia Don Giovanni incontra anche la zarina Caterina, che gli chiede di unirsi alla sua corte. Qui Don Giovanni si ammala e viene mandato in Inghilterra a riprendersi. Sarà proprio in Inghilterra che Don Giovanni, dopo aver trovato qualcuno che si prenda cura di Leila, avrà alcune avventure erotiche con l'aristocrazia britannica.

#### Canto I
Il sedicenne Don Giovanni vive a Siviglia con il padre José e la madre Donna Inez quando viene notato da Donna Julia, una bella ventitreenne sposata con Don Alfonso. Julia prova a resistere la tentazione, ma alla fine cede ed intraprende una relazione con l'adolescente, di cui si innamora. Don Alfonso comincia ad avere dei sospetti ed irrompe nella stanza della moglie, dove però non trova niente di sospetto. Don Alfonso, imbarazzato, comincia a calmarsi, ma proprio allora nota delle scarpe da uomo sul pavimento: Giovanni è nascosto sotto il letto. Il giovane riesce a scappare e Donna Inez, per proteggerlo dai pettegolezzi, decide di mandarlo a Cadice, nella speranza che viaggiare formi il carattere e la morale di Giovanni. Julia, invece, viene rinchiusa in convento.

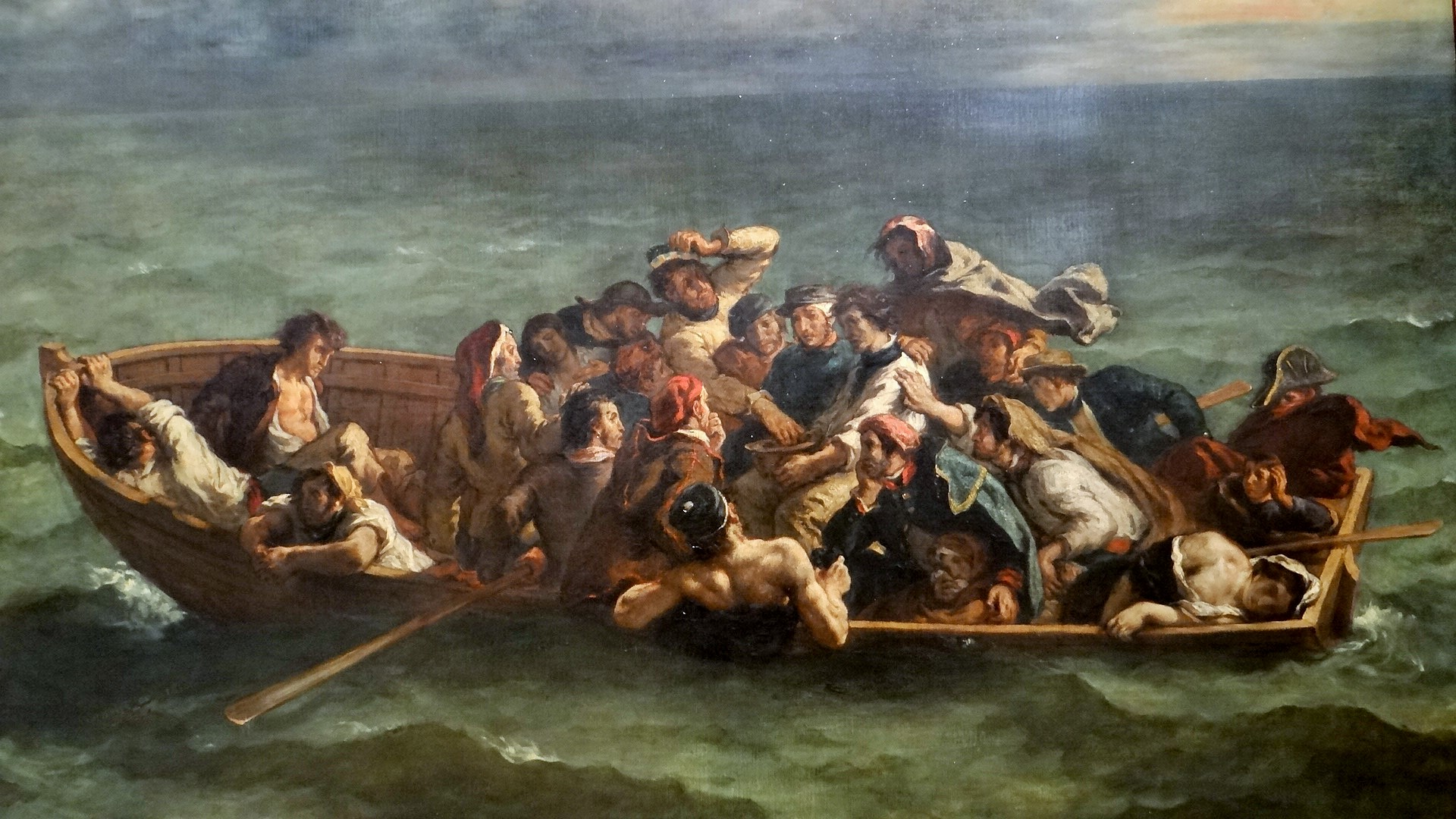
Il naufragio di Don Giovanni, di Eugène Delacroix (1840). Il dipinto rappresenta l'episodio del secondo canto in cui i marinai estraggono a sorte il nome del compagno di viaggio che mangeranno.

#### Canto II
Giovanni parte per un viaggio in mare da Cadice con i servi e il tutore Pedrillo. Il giovane è ancora innamorato di Julia, ma la navigata è interrotta da preoccupazioni più urgenti. Una tempesta affonda la nave e i naufraghi si rifugiano su una scialuppa, dove però patiscono la fame una volta che esauriscono le provviste. I marinai tirano a sorte per vedere chi tra loro verrà mangiato per salvare gli altri e il precettore Pedrillo viene sorteggiato e divorato. Tuttavia, la carne dell'insegnante si rivela tossica e chi l'ha mangiata impazzisce e muore. Soltanto Giovanni sopravvive al viaggio e naufraga su un'isola delle Cicladi. Qui, viene trovato da Haidée e dalla sua serva Zoe, che si prendono cura di lui finché non si riprende e recupera la salute. Nonostante le differenze linguistiche, le due giovani si innamorano di Giovanni, ma sull'idillio incombe l'ombra di Lambro, il padre di Haidée che si arricchisce catturando e vendendo schiavi.

#### Canto III
Ricorrendo al topos epico del catalogo, Byron elenca le celebrazione di Haidée e Don Giovanni dopo che si diffonde la falsa notizia della morte di Lambro, che però, vivo e vegeto, arriva in tempo per vedere i festeggiamenti per il suo presunto decesso.
Nel terzo canto, Byron non si risparmia le critiche nei confronti di poeti suoi contemporanei come William Wordsworth, Samuel Taylor Coleridge e Robert Southey, mentre termina il canto con un'invettiva politica contro la Turchia, che ha reso schiava la Grecia.

#### Canto IV
Haidée e Giovanni si risvegliano la mattina dopo i festeggiamenti e scoprono che Lambro è tornato. Il pirata e i suoi uomini catturano Don Giovanni e lo portano a Costantinopoli per venderlo come schiavo. Il dolore per la perdita del suo amante è tale che Haidée, incinta del figlio di Giovanni, muore di crepacuore.

#### Canto V
Giunto a Costantinopoli e in attesa di essere venduto al mercato degli schiavi, Giovanni conversa con un inglese e si lamenta aver perso l'amante, mentre il ben più esperto John confessa di essere in fuga dalla terza moglie. Baba, un eunuco di colore, compra Giovanni e John e li porta nel palazzo del sultano, dove ordina all'adolescente, pena la castrazione, di travestirsi da donna. Giovanni ubbidisce ed in questa veste si presenta alla sultana Gulbeyaz, la quarta moglie del sultano e la sua favorita. Giovanni è troppo orgoglioso perm baciarle il piede, ma accetta di baciarle la mano. È stata proprio Gulbeyaz a notare Giovanni al mercato e ad acquistarlo in segreto per farne il suo amante all'insaputa del marito. La donna manifesta presto le sue intenzioni e si getta al collo del giovane. Giovanni però è ancora consumato dall'amore per Haidée e rifiuta le profferte amorose della sultana. Gulbeyaz, umiliata e offesa, pensa di far decapitare Giovanni, ma scoppia in lacrime prima di dare l'ordine; la fallita seduzione viene interrotta dall'arrivo del sultano, che immediatamente si invaghisce della bella cristiana, che in realtà è Giovanni travestito.

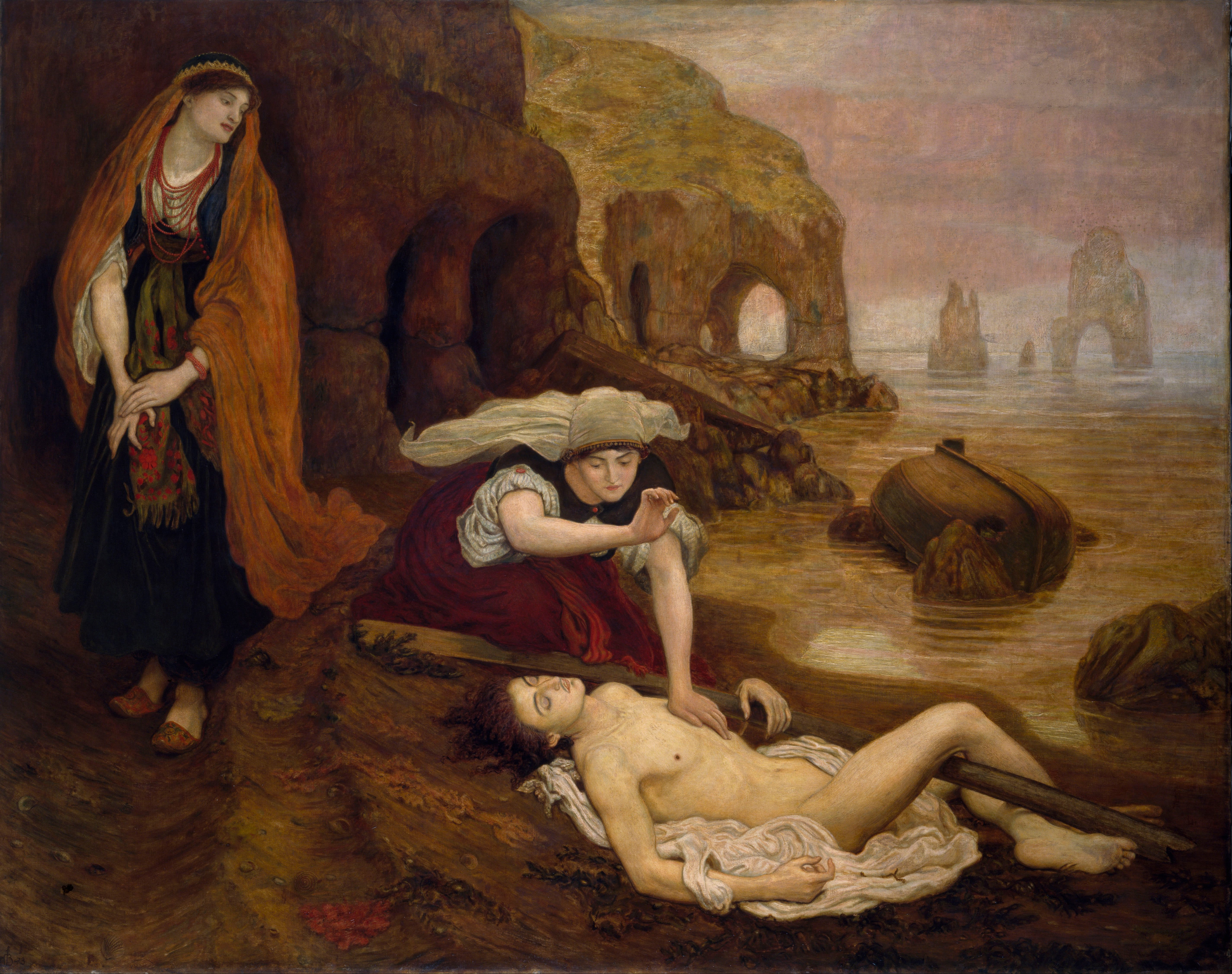
Finding of Don Juan by Haidee, di Ford Madox Brown (1869-1871). Zoe ed Haidée trovano Don Giovanni, naufragato su un'isola delle Cicladi.

#### Canto VI
Il sultano si ritira con la moglie per la notte e Giovanni viene mandato nel serraglio con le altre cortigiane. Qui, viene mandato a dividere il letto con la bella diciassettenne Dudù e per sviare i sospetti il giovane si presenta come Juanna (da "Juan", il nome spagnolo di Don Giovanni). Le odalische vengono svegliate improvvisamente alle tre di notte da un urlo di Dudù, che ha fatto un incubo terribile. Per placare le sue ansie e sventare il suo sogno profetico, le odalische propongono di spostarla di letto, ma la giovane rifiuta di lasciare Juanna. È fortemente sotteso che l'urlo di Dudù non fosse la conseguenza di un incubo, ma il risultato di un appassionato rapporto con "Juanna". La mattina seguente la sultana chiede a Baba notizie di Giovanni e l'eunuco risponde omettendo l'episodio dell'"incubo". La sultana però sospetta qualcosa e ordina a Baba di far annegare sia Dudù che "Juanna".

#### Canto VII
Giovanni e John Johnson sono riusciti a fuggire con due donne del serraglio, ma le loro disavventure non sono finite. I quattro si trovano nel mezzo dell'assedio di Izmaïl. La fortezza turca è circondata dalle forze russe e cristiane di Aleksandr Vasil'evič Suvorov, che si scopre essere un amico di vecchia data di Johnson. L'ufficiale riconosce l'inglese, che gli presenta Giovanni, e i due ex-schiavi si uniscono ai russi nella lotta contro i musulmani. Anche alle due donne è permesso di restare, nonostante le perplessità iniziali di Suvorov.

#### Canto VIII
Giovanni e John si distinguono per il loro valore durante l'assedio della fortezza, scalano le mura e irrompono nella cittadella. Oltre quarantamila turchi vengono trucidati nell'impresa e tra loro anche donne e bambini. Giovanni salva una bambina musulmana di dieci anni dalla violenza di due cosacchi e la adotta come figlia propria. Intanto un nobile khan tartaro combatte valorosamente fino alla morte accanto ai suoi cinque figli. Giovanni viene acclamato come un eroe e mandato a San Pietroburgo con la figlia adottiva, che fa voto di proteggere. La fanciulla, come si scoprirà due canti più tardi, si chiama Leila.

#### Canto IX

Il recentemente scomparso John Keats è oggetto della satira bayroniana nel canto XI, dove il narratore afferma che il poeta è stato ucciso da una recensione negativa ("was killed off by one critique").

Bellissimo nella sua alta uniforme, Giovanni fa invaghire anche Caterina la Grande e la zarina quarantottenne lo nomina uno dei suoi favoriti. Intanto il giovane si prende amorevolmente cura di Leila.

#### Canto X
Il rigore dell'inverno russo fa ammalare Giovanni, che viene mandato a svernare in Inghilterra. La regina lo ha mandato ufficialmente in missione diplomatica, ma la vera ragione è assicurarsi la guarigione del giovane a cui Caterina è ormai profondamente affezionata.

#### Canto XI
Giovanni sbarca in Inghilterra e alla fine arriva a Londra, dove ammira la grandezza degli inglesi come difensori della libertà. Le sue riflessioni vengono bruscamente interrotte da un rapinatore, che lo minaccia per estorcergli del denaro. Per sua sfortuna, Giovanni è un tiratore eccezionale e spara rapidamente al ladro. Pentitosi della sua azione, Giovanni cerca di curare il ladro, che però muore sulla strada. Più tardi Giovanni viene presentato anche a corte, dove diventa subito oggetto d'ammirazione per le donne e d'invidia per gli uomini. Non mancano inoltre nuove stoccate ai poeti contemporanei a Byron, tra cui nuovamente Southey e John Keats.

#### Canto XII
Don Giovanni cerca un precettore per Leila e lo trova in Lady Pinchbeck, una donna vittima di pettegolezzi ma comunque dalla buona reputazione e dall'intelligenza pronta.

#### Canto XIII
Lady Adeline Amundeville e il marito Lord Henry ospitano Giovanni e altri giovani nel loro palazzo. La donna è tra le più belle e affascinanti che Giovanni abbia mai incontrato. Il giovane si trova lì per relazioni diplomatiche tra la Russia e l'Inghilterra e il giovane si guadagna la stima e la simpatia di Lord Henry, che lo ospita spesso e volentieri nella sua lussuosa dimora. Qui, segue un altro catalogo di gentiluomini e gentildonne che frequentano il palazzo, oltre che dei loro aristocratici intrattenimenti. Il canto termina con la compagnia che si ritira per la notte.

#### Canto XIV
Giovanni si distingua durante una battuta di caccia alla volpe e viene notato in particolare dalla duchessa Fitz-Fulke, che comincia a corteggiarlo. La padrona di casa è però gelosa della duchessa e decide di proteggere l'"inesperto" Giovanni dalle insidie dell'aristocratica. Adelina desidera Giovanni, che ormai ha compiuto ventun anni, come lei, tutto per sé, dato che non è soddisfatta dal matrimonio con il rigido marito.

#### Canto XV
Lady Adeline rischi di perdere l'onore per Giovanni, che con le sue arie disinteressate seduce più donne di accaniti dongiovanni. Adeline consiglia a Giovanni di trovar moglie e lui osserva che le donne che a lui piacciono tendono sempre ad essere già sposate. Mentre Adeline cerca una moglie perfetta per Giovanni, che intanto si è invaghito di Aurora Raby, una bella sedicenne di religione cattolica che gli ricorda la sua amata Haidée. A cena Giovanni si siede tra Adeline ed Aurora, che però si dimostra troppo timida per conversare.

#### Canto XVI

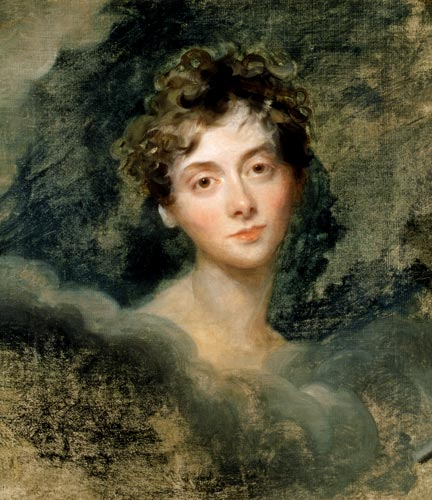
Lady Caroline Lamb, l'amante di Byron che fu d'ispirazione per il personaggio di Lady Adeline.

Don Giovanni si ritira per la notte tormentato dall'immagine di Aurora, ma invece di dormire percorre il salone per guardare i ritratti di famiglia. La visita è interrotta dal rumore di passi e dall'improvvisa apparizione di un monaco incappucciato, che il Don si domanda se si tratti un sogno o di un fantasma. La mattina dopo il pallore di Giovanni rispecchia il colorito di Adeline e suscita l'interesse sia della duchessa Fitz-Fulke che di Aurora. Adeline si chiede se il giovane possa essere malato, ma il marito indovina che l'ospite deve aver ricevuto la visita del Frate Nero. Racconta quindi la storia della misteriosa presenza, uno spirito che infesta la casa ma che non si vede ormai da tempo. Lo stesso Lord aveva visto lo spettro durante la sua luna di miele. Adeline si offre di cantare la storia del fantasma accompagnandosi con l'arpa, ma la sua esibizione viene accolta con freddezza dalla duchessa e con il silenzio più assoluto da Aurora. 
Giovanni cerca di riprendersi dallo stupore della notte precedente mentre la casa è in subbuglio per i preparativi di una nuova festa. I lavori però vengono interrotti dall'arrivo di una forosetta incinta, che chiede di vedere Lord Henry in qualità di giudice di pace. Durante il banchetto Giovanni è pensieroso e mentre osserva Aurora nota che la giovane sorride, anche se non si sa spiegare il perché. Ritiratosi per la notte, Don Giovanni pensa ad Aurora, la prima a svegliare sentimenti in lui che credeva perduti per sempre. Quella notte riceve ancora la visita del fantasma del monaco, che però questa volta decide di inseguire fino a metterlo nell'angolo. Trovatosi faccia a faccia con lo spettro, Don Giovanni si accorge che lo spirito ha l'alito profumato, labbra rosse e i ricci: solo quando il monaco lascia cadere la tonaca Giovanni si accorge che altri non è che la duchessa di Fitz-Fulke.

#### Canto XVII
L'ultimo canto, rimasto incompiuto per via della morte dell'autore, si ferma appena prima che la narrazione prosegua, dato che i versi lasciati da Byron sono una difesa della propria opera dai suoi critici, un'apologia che il poeta articola citando altri grandi del passato ingiustamente perseguitati e trattati come reietti, tra cui Martin Lutero e Galileo Galilei.